# Хойнацкий, Андрей Фёдорович
Андрей Фёдорович Хойнацкий (1837—1888) — духовный писатель, законоучитель Нежинского историко-филологического института, протоиерей.

## Биография
Уроженец Волынской губернии. Родился 4 (16) июля 1837 года в семье священника местечка Полонного Новоград-Волынского уезда.
Среднее образование получил в Волынской духовной семинарии (1859), а высшее — в Киевской духовной академии, которую окончил в 1863 году со степенью магистра богословия. По окончании духовной академии был определен в Волынскую семинарию профессором по Священному Писанию, греческому и латинскому языкам. Впоследствии состоял старшим профессором и членом педагогического правления семинарии. В 1866—1871 годах был также преподавателем французского языка. Во время службы в Волынской семинарии Хойнацкий удостоился получить от императрицы Марии Александровны золотой перстень, украшенный драгоценными камнями, за составленную им икону угодников Волынских, в память спасения Александра II при покушении 25 мая 1867 года.
В 1871 году принял сан священника и был назначен законоучителем Нежинского юридического лицея князя Безбородко и Нежинской гимназии. С преобразованием лицея в 1875 году продолжал быть законоучителем Нежинского историко-филологического института и состоящей при нём гимназии, а также настоятелем институтской церкви — до конца своей жизни. Сверх того, с 1884 года состоял законоучителем 7-го класса Нежинской женской П. И. Кушакевич гимназии. Был возведен 21 марта 1879 года в сан протоиерея. В Нежине был известен как проповедник и церковно-общественный деятель. Благодаря стараниям протоиерея Хойнацкого в 1884 году было открыто благотворительное «Нежинское братство Божией Матери всех скорбящих Радости».
Опубликовал значительное число работ по различным литургическим и церковно-историческим вопросам. Первым предметом его исследований стали униатские богослужебные книги и вопросы об искажениях, внесенных унией в богослужебные обряды православной церкви. Немало трудов посвятил истории православия на Волыни и Почаевской лавре (в том числе несколько исследований о почаевском игумене Иове и Почаевской иконе Божией Матери), за что получил прозвище «певца горы Почаевской». Уже после смерти Хойнацкого был издан его труд «Почаевская Успенская лавра: историческое описание», исправленный и значительно дополненный Г. Я. Крыжановским.
Будучи крайне плодовитым автором, более 25 лет сотрудничал во многих духовных и светских журналах, где помещал статьи и сообщения по вопросам церковной и гражданской русской истории, преимущественно Юго-Западного края. Среди изданий, в которых печатался протоиерей Хойнацкий: «Воскресное чтение», «Христианское чтение», «Церковный вестник», «Волынские епархиальные ведомости», «Труды Киевской духовной академии», «Черниговские епархиальные известия», «Православное обозрение», «Странник», «Всемирная иллюстрация», «Древняя и Новая Россия», «Иллюстрированная газета», «Нива», «Черниговская газета» и «Киевлянин». Кроме того, состоял членом Московского общества любителей духовного просвещения, членом церковно-археологического общества при Киевской духовной академии и членом Исторического общества Нестора-летописца.
Умер 27 августа (8 сентября) 1888 года. Похоронен в Нежинском Благовещенском монастыре.